# Pułk Podskarbiego Wielkiego Koronnego
Pułk Podskarbiego Wielkiego Koronnego - oddział jazdy Armii Koronnej.

## Struktura organizacyjna
Pancerni
- jedna chorągiew – 150 koni
- dwie chorągwie po 120 koni
- jedna chorągiew – 90 koni

Jazda lekka
- jedna chorągiew – 60 koni

Razem w pułku: 5 chorągwi; 540 koni